# Analfabetismo funzionale
Il termine analfabetismo quantitativo, o illetteratismo, indica l'incapacità di usare in modo efficace le abilità di lettura, scrittura e calcolo nelle situazioni della vita quotidiana; si traduce quindi in pratica nell'incapacità di comprendere, valutare e usare le informazioni riscontrabili nella società contemporanea.

## Definizione
L'UNESCO definisce dal 1984 l'analfabetismo funzionale come «la condizione di una persona incapace di comprendere, valutare, usare e farsi coinvolgere da testi scritti per intervenire attivamente nella società, per raggiungere i propri obiettivi e per sviluppare le proprie conoscenze e potenzialità». Il termine, coniato all'interno di un'indagine sui nuclei familiari svolta dalle Nazioni Unite nel 1984, fu introdotto per sovvenuta esigenza di un concetto di alfabetizzazione superiore rispetto a quello di alfabetizzazione minima, introdotto dall'agenzia nel 1958. Nell'indagine veniva sollevata la questione delle campagne di alfabetizzazione di massa, suggerendo che esse avrebbero dovuto mirare a standard di alfabetizzazione più elevati del semplice saper leggere e scrivere, e concentrarsi sullo sviluppo della capacità di utilizzare tali competenze nelle relazioni fra sé e la propria comunità e le situazioni socioeconomiche della vita.
Se l’alfabetizzazione è basilarmente intesa come l'acquisizione di abilità cognitive e spesso definita in termini di scolarizzazione, ma è divisibile in "competenze, applicazioni, apprendimento e capacità d'analisi", in una complessità sfuggente per cui una definizione esaustiva non è raggiunta, si introduce il concetto di alfabetizzazione funzionale (o anche letteratismo, dall'inglese literacy) per rappresentare quel livello più elevato di alfabetizzazione più orientato alla pratica (nel lavoro, ecc.) e all'uso continuativo dell'abilità di lettura e scrittura. L'obiettivo principale di tali competenze non è il raggiungimento di un dato strumentale (il saper leggere e scrivere), ma l'utilizzo di tale capacità per partecipare attivamente ed efficacemente a tutte quelle attività che richiedono un certo livello di conoscenza della comunicazione verbale. I dettagli applicativi, le specifiche attività, essendo dinamici ed emergenti nello sviluppo di una società, non possono essere fissati precisamente. I criteri per valutare il fenomeno variano da nazione a nazione e da ricerca a ricerca.

## Caratteristiche
Mentre una persona completamente analfabeta non è in grado di leggere o scrivere, una persona funzionalmente analfabeta ha una padronanza di una base dell'alfabetizzazione (può leggere e scrivere, esprimersi con un grado variabile di correttezza grammaticale e di stile, e svolgere semplici calcoli aritmetici) e riesce a comprendere il significato delle singole parole, ma non riesce comunque a raggiungere un livello adeguato di comprensione e di analisi e a ricollegare contenuti nel quadro di un discorso complesso.
Un analfabeta funzionale si distingue per le seguenti caratteristiche:
- incapacità di comprendere adeguatamente testi o materiali informativi pensati per essere compresi dalla persona comune: articoli di giornale, contratti legalmente vincolanti, regolamenti, bollette, corrispondenza bancaria, orari di mezzi pubblici, carte stradali, dizionari, enciclopedie, foglietti illustrativi di farmaci, istruzioni di apparecchiature;
- scarsa abilità nell'eseguire anche semplici calcoli matematici, ad esempio riguardanti la contabilità personale o il tasso di sconto su un bene in vendita;
- scarse competenze nell'utilizzo degli strumenti informatici (sistemi operativi, uso della rete, software di videoscrittura, fogli di calcolo, ecc.);
- conoscenza dei fenomeni scientifici, politici, storici, sociali ed economici molto superficiale e legata prevalentemente alle esperienze personali o a quelle delle persone vicine; tendenza a generalizzare a partire da singoli episodi non rappresentativi; largo uso di stereotipi e pregiudizi;
- scarso senso critico, tendenza a credere ciecamente alle informazioni ricevute, incapacità di distinguere notizie false dalle vere e di distinguere fonti attendibili e inattendibili.[9][10]

## Ricadute a livello socioeconomico
Uno studio intitolato Literacy at Work ("Alfabetizzazione sul lavoro"), pubblicato dal Northeast Institute nel 2001, ha rilevato che le relative perdite economiche, causate da bassa produttività, errori e incidenti riconducibili all'analfabetismo funzionale, ammontano a miliardi di dollari all'anno.
La ricerca sociologica ha dimostrato che i paesi con livelli inferiori di analfabetismo funzionale tra le loro popolazioni adulte, con particolare riguardo alla competenza civica, tendono ad essere quelli con i più alti livelli di alfabetizzazione scientifica tra i giovani verso la fine dei corsi di studio secondari.
Per l'alfabetizzazione civica di una società è importante che le scuole sappiano portare anche gli studenti meno brillanti a raggiungere l'alfabetismo funzionale richiesto per comprendere i testi e i documenti di base associati a una cittadinanza competente, come ha mostrato ad esempio l'esperienza svedese (il 62% degli svedesi meno scolarizzati è apparso funzionalmente alfabetizzato, contro il 17% degli statunitensi).

### Collegamenti con crimine e povertà
Gli analfabeti funzionali sono più facilmente soggetti a intimidazione sociale, a rischi per la salute, a varie forme di stress, a bassi guadagni, ecc.
La correlazione tra crimine e analfabetismo funzionale è ben nota ai criminologi e ai sociologi; nei primi anni 2000 è stato stimato che il 60% degli adulti nelle carceri federali e statali degli Stati Uniti fosse funzionalmente o marginalmente analfabeta, e che l'85% dei delinquenti minorenni avesse problemi riguardanti la lettura, la scrittura e la matematica di base.

### Diffusione di notizie non vere
Poco dotati della capacità di riconoscere le informazioni fondate e quelle false o distorte e non usi al controllo per verifica, gli analfabeti funzionali tendono, oltre che a travisare, a credere a notizie false e a diffonderle. Nell'era di Internet e dei social network, dove chiunque può pubblicare informazioni che possono raggiungere masse di persone, il problema ha assunto dimensioni importanti.
Nel caso di disinformazione legata a temi medico-sanitari (vaccini, omeopatia o terapie alternative in genere) le conseguenze sociali possono essere drammatiche, in quanto le informazioni fuorvianti possono mettere a repentaglio la salute o la vita di molte persone, e anche dei loro figli minori.
La diffusione di notizie false incoraggianti pregiudizi verso alcune categorie di persone (per etnia, religione, orientamento sessuale, ecc.) può accrescere la diffusione di atteggiamenti discriminatori e emarginanti nei loro confronti, aggravando gli ostacoli alla loro integrazione.

## Diffusione
Le analisi svolte negli Stati Uniti dal National Center for Education Statistics distinguono tre abilità e quattro livelli (inadeguato, basilare, intermedio, competente) nelle stesse: 
- letteratismo da testi in prosa (per esempio, articoli di giornale o libri di narrativa);
- letteratismo da documenti (per esempio, saggi, grafici, tabelle, ma anche proposte di lavoro);
- letteratismo quantitativo (la capacità di calcolo).

Dette capacità permettono, per esempio, di confrontare i punti di vista di due editoriali differenti; oppure interpretare una tabella medica riguardante pressione del sangue, età e attività fisica; oppure anche calcolare e confrontare il prezzo al chilo di generi alimentari. Una persona che ha un letteratismo da prosa basilare può leggere un breve testo e comprenderlo nella sua globalità, mentre una persona che ha un letteratismo inferiore può limitarsi a leggere una porzione di testo per reperire una piccola informazione elementare; una persona che ha un livello inferiore nel calcolo potrebbe essere in grado di fare una semplice addizione.
Negli Stati Uniti d'America, secondo tale studio, del 2003, 30 milioni di persone (il 14% degli adulti) erano classificate come non in grado di compiere attività di lettura semplici e di tutti i giorni, mentre 63 milioni (il 19%) raggiungevano un solo livello di base. Il 14% della popolazione adulta appariva ad un livello inadeguato (primo livello) nel letteratismo da prosa, il 12% nel letteratismo da documenti ed il 22% nel letteratismo quantitativo. Solo il 13% della popolazione appariva competente (quarto livello) per ognuno dei tre campi. Secondo la rivista Business, negli Stati Uniti d'America all'inizio del millennio gli adulti funzionalmente analfabeti con un impiego sono stati stimati essere 15 milioni. L'American Council of Life Insurers ha riportato che il 75% delle compagnie nella Fortune 500 ha voluto fornire corsi di riparazione per i loro lavoratori.
Nel Regno Unito, secondo il Daily Telegraph (14 giugno 2006) «un adulto britannico su sei manca delle competenze alfabetiche che dovrebbe avere un bambino di 11 anni». Il Ministero per l'Istruzione britannico ha riferito che nel 2006 il 47% dei sedicenni lascia la scuola senza aver ottenuto un livello base di competenza funzionale in matematica, e il 42% non supera il livello base in inglese: ogni anno nel Regno Unito 100.000 allievi lasciano la scuola come analfabeti funzionali.
In Francia, secondo gli studi dell'Institut national de la statistique et des études économiques (INSEE) pubblicati nel 2005, il tasso di illetteratismo è in calo, ed è maggiore per la popolazione di 60-65 anni (34%) piuttosto che tra i giovani di 18-29 anni (14%). Nel complesso, si può parlare di illetteratismo per il 9% della popolazione francese.
In Italia, i dati risultanti dal Primo Ciclo dell'indagine internazionale OCSE-PIAAC del 2012–2017 mostravano come l'analfabetismo funzionale riguardasse il 27,9% degli italiani tra i 16 e i 65 anni. Il progetto ALL (Adult Literacy and Lifeskills - Letteratismo e abilità per la vita), nell'ambito di una ricerca comparativa internazionale promossa dall'OCSE, aveva già permesso un'indagine su un campione della popolazione italiana compreso tra 16 e 65 anni che ha rivelato, nel 2003-2004, che il 46,1% è al primo livello, il 35,1% è al secondo livello e solo il 18,8% è a un livello di più alta competenza. Nel rapporto OCSE-PIAAC pubblicato il 10 dicembre 2024, la percentuale è al 35%. Inoltre si evidenzia come, a livello nazionale, ci siano disparità tra regioni settentrionali e meridionali; mentre al nord i punteggi di competenza si attestano attorno ai valori OCSE, al sud si hanno valori significativamente inferiori .

## Studio 2011-2012
Secondo il Primo Ciclo dell'indagine internazionale PIAAC in 31 paesi, i dati erano i seguenti:
| Nazione              | Analfabetismo da testi in prosa di livello 1 (rapporto ALL) (% con età 16–65) 2011-2012 |
| -------------------- | --------------------------------------------------------------------------------------- |
| Giacarta (Indonesia) | 69,0                                                                                    |
| Cile                 | 58,0                                                                                    |
| Turchia              | 47,0                                                                                    |
| Italia               | 28,0                                                                                    |
| Israele              | 28,0                                                                                    |
| Spagna               | 28,0                                                                                    |
| Grecia               | 27,0                                                                                    |
| Singapore            | 26,0                                                                                    |
| Slovenia             | 25,0                                                                                    |
| Francia              | 22,0                                                                                    |
| Irlanda del Nord     | 18,0                                                                                    |
| Stati Uniti          | 18,0                                                                                    |
| Germania             | 18,0                                                                                    |
| Inghilterra          | 17,0                                                                                    |
| Irlanda              | 17,0                                                                                    |
| Canada               | 16,0                                                                                    |
| Austria              | 16,0                                                                                    |
| Lituania             | 16,0                                                                                    |
| Danimarca            | 16,0                                                                                    |
| Belgio               | 15,0                                                                                    |
| Australia            | 13,0                                                                                    |
| Estonia              | 13,0                                                                                    |
| Russia               | 13,0                                                                                    |
| Repubblica di Corea  | 13,0                                                                                    |
| Svezia               | 13,0                                                                                    |
| Norvegia             | 12,0                                                                                    |
| Nuova Zelanda        | 12,0                                                                                    |
| Paesi Bassi          | 12,0                                                                                    |
| Repubblica Ceca      | 12,0                                                                                    |
| Slovacchia           | 12,0                                                                                    |
| Finlandia            | 11,0                                                                                    |

### Studi più datati
I risultati ottenuti nel 2009 dal rapporto sullo sviluppo umano usavano la percentuale di persone funzionalmente analfabete come una delle variabili per calcolare l'indice di povertà umana nei paesi sviluppati. Lo studio, riguardante 16 paesi, riporta i seguenti dati:
| Nazione          | Persone funzionalmente analfabetizzate di livello 1 (punteggio IALS) (% con età 16–65) 1994–2003 |
| ---------------- | ------------------------------------------------------------------------------------------------ |
| Italia           | 47,0                                                                                             |
| Messico          | 43,2                                                                                             |
| Irlanda          | 22,6                                                                                             |
| Regno Unito      | 21,8                                                                                             |
| Stati Uniti      | 20,0                                                                                             |
| Fiandre (Belgio) | 18,4                                                                                             |
| Nuova Zelanda    | 18,4                                                                                             |
| Australia        | 17,0                                                                                             |
| Svizzera         | 15,9                                                                                             |
| Canada           | 14,6                                                                                             |
| Germania         | 14,4                                                                                             |
| Paesi Bassi      | 10,5                                                                                             |
| Finlandia        | 10,4                                                                                             |
| Danimarca        | 9,6                                                                                              |
| Norvegia         | 7,9                                                                                              |
| Svezia           | 7,5                                                                                              |

Uno studio condotto dal dipartimento di statistica canadese (su 11 paesi) ha pubblicato nel 2011 il rapporto Literacy for Life: Further Results from the Adult Literacy and Life Skills Survey ("Alfabetizzazione per la vita: ulteriori risultati dall'indagine sull'alfabetizzazione degli adulti e sulle competenze per la vita"), parte del secondo report ufficiale del progetto ALL. Il documento presenta i risultati per le undici nazioni che hanno raccolto tutti i dati dal 2002 al 2008, intesi a saggiare: alfabetizzazione in prosa (Prose literacy), alfabetizzazione nei documenti (Document literacy), abilità di calcolo (Numeracy) e risoluzione di problemi (Problem solving).
| Nazione              | Analfabetismo da testi in prosa di livello 1 (rapporto ALL) (% con età 16–65) 2003-2008 |
| -------------------- | --------------------------------------------------------------------------------------- |
| Italia               | 47,0                                                                                    |
| Nuevo León (Messico) | 43,2                                                                                    |
| Stati Uniti          | 20,0                                                                                    |
| Ungheria             | 17,0                                                                                    |
| Svizzera             | 15,9                                                                                    |
| Canada               | 14,6                                                                                    |
| Australia            | 14,5                                                                                    |
| Nuova Zelanda        | 13,4                                                                                    |
| Bermuda              | 12,5                                                                                    |
| Paesi Bassi          | 10,3                                                                                    |
| Norvegia             | 7,9                                                                                     |